# Draper Hill
Thomas Draper Hill (1935-2009) est un dessinateur de presse et historien du dessin américain.
S'il a collaboré au Harvard Lampoon, au Worcester Telegram (en) et au Commercial Appeal, il est surtout connu pour ses 23 années passées comme dessinateur au Detroit News de 1976 à 1999 et pour ses ouvrages historiques consacrés au dessin de presse, notamment une biographie de Thomas Nast.